# Lester Lescay
Lester Alcides Lescay Gay (Santiago di Cuba, 15 ottobre 2001) è un lunghista cubano naturalizzato spagnolo.

## Biografia
Nato a Santiago de Cuba ha partecipato ai Giochi Olimpici di Tokyo nel salto in lungo giungendo 25° nelle qualificazioni. 
Nel 2022 ha disertato Cuba, spostandosi in Spagna e sposando una donna spagnola. Nel gennaio 2025 ha ottenuto la cittadinanza spagnola ed il permesso di rappresentare la nazionale iberica
Ai campionati europei indoor 2025 di Apeldoorn ha vinto la medaglia di bronzo nel salto in lungo.

## Progressione

### Salto in lungo
| Stagione | Misura    | Luogo       | Data      | Rank. Mond. |
| -------- | --------- | ----------- | --------- | ----------- |
| 2025     | 8,12 m(i) | Apeldoorn   | 7-3-2025  |             |
| 2024     | 8,35 m    | Guadalajara | 23-6-2024 |             |
| 2023     | 8,09 m    | Andújar     | 26-5-2023 |             |
| 2022     | 8,06 m    | Salamanca   | 4-6-2022  |             |
| 2021     | 8,12 m    | L'Avana     | 29-5-2021 |             |
| 2020     | 8,28 m    | Camagüey    | 23-2-2020 |             |
| 2019     | 8,03 m    | Camagüey    | 30-6-2019 |             |
| 2018     | 8,07 m    | L'Avana     | 8-6-2018  |             |
| 2017     | 7,79 m    | Nairobi     | 13-7-2017 |             |
| 2016     | 7,18 m    | L'Avana     | 12-2-2016 |             |

## Palmarès
| Anno                           | Manifestazione      | Sede         | Evento         | Risultato      | Prestazione | Note                          |
| ------------------------------ | ------------------- | ------------ | -------------- | -------------- | ----------- | ----------------------------- |
| In rappresentanza di Cuba      |                     |              |                |                |             |                               |
| 2017                           | Mondiali U18        | Nairobi      | Salto in lungo | Argento        | 7,79 m      | Miglior prestazione personale |
| 2018                           | Mondiali U20        | Tampere      | Salto in lungo | Qualificazione | 7,36 m      | [ 3 ]                         |
| 2018                           | Olimpiadi giovanili | Buenos Aires | Salto in lungo | Oro            | 15,54 m     | [ 4 ] [ 5 ]                   |
| 2021                           | Olimpiade           | Tokyo        | Salto in lungo | Qualificazione | 7,69 m      |                               |
| In rappresentanza della Spagna |                     |              |                |                |             |                               |
| 2025                           | Europei indoor      | Apeldoorn    | Salto in lungo | Bronzo         | 8,12 m      | [ 6 ]                         |

## Campionati nazionali
- 1 volta campione nazionale assoluto spagnolo del salto in lungo indoor (2025)

2025
- Oro ai campionati spagnoli indoor (Valencia), salto in lungo - 7,77 m

## Altre competizioni internazionali
2021
- 7º al Bauhaus-Galan ( Stoccolma), Salto in lungo - 7,61 m

2025
- Oro al 	Astana Indoor Meeting ( Astana), Salto in lungo - 7,91 m